# 百源駅
百源駅（ペグォンえき、朝: 백원역）は、朝鮮民主主義人民共和国の平安南道成川郡にある、朝鮮民主主義人民共和国鉄道省が管轄する鉄道駅である。

## 隣の駅
鉄道省
平徳線
江東駅 - 百源駅 - 成川駅